# Георги, Сюзанна
Сюзанна Джоналинн Георги Пуигсеркос (кат. Susanne Jonah-Lynn Georgi Puigcercos; род. 27 июля 1976 в Сьёлунде, Дания) — датская певица. Живёт и работает в Андорре.

## Биография
Сюзанна начала карьеру вместе со своей сестрой Перниллой, как участницы поп-дуэта Me & My. В 1995 году переехала в Андорру.
В 2009 Сюзанна приняла участие на конкурсе песни Евровидение 2009 как участница от Андорры, с песней «La teva decisió» (англ. вариант — «Get a life»), посвящённой своему будущему ребёнку. Песня финишировала 14-й, и не смогла дойти до финала. Ранее Сюзанна пыталась принять участие на Евровидение 2007 как участница от Дании (в составе дуэта Me & My), но заняла в отборочном конкурсе только шестое место.
10 сентября 2011 года Сюзанна вышла замуж за Хавьера Пуигсеркоса (кат. Xavier Puigcercós). Есть две дочери: Молли Пуигсеркос Георги (кат. Molly Puigcercós Georgi, род. 2010) и Шелли Пуигсеркос Георги (кат. Shelly Puigcercós Georgi, род. 2012). В 2019 году Молли приняла участие в испанском вокальном шоу «La Voz Kids» (испанская версия The Voice Kids).